# Tři přání pro Popelku
Tři přání pro Popelku (Tre nøtter til Askepott) je norský hraný film z roku 2021, který režírovala Cecilie Mosli podle vlastního scénáře. Snímek měl světovou premiéru 12. listopadu 2021. V ČR byl v kinech od 23. prosince 2021. Jedná se o remake československého filmu Tři oříšky pro Popelku z roku 1973.

## Obsazení
| Astrid Smeplass       | Popelka           |
| Cengiz Al             | princ             |
| Thorbjørn Harr        | král              |
| Nasrin Khusrawi       | královna          |
| Ellen Dorrit Petersen | macecha           |
| Bjørn Sundquist       | Alfred            |
| Sjur Vatne Brean      | Bendik            |
| Arthur Hakalahti      | Sami              |
| Anne Marit Jacobsen   | Rosa              |
| Nader Khademi         | Baron Von Snauser |
| Nils Jørgen Kaalstad  | soukromý učitel   |
| Ingrid Giæver         | nevlastní sestra  |